# بونائو
بونائو (به لاتین: Bonao) یک شهر در جمهوری دومینیکن است که در سانتو دومینگو واقع شده‌است.

## خصوصیات
بونائو ۶۶۴٫۳۷ کیلومترمربع مساحت و ۱۵۸٬۰۳۴ نفر جمعیت دارد و ۱۷۳ متر بالاتر از سطح دریا واقع شده‌است.

## نگارخانه

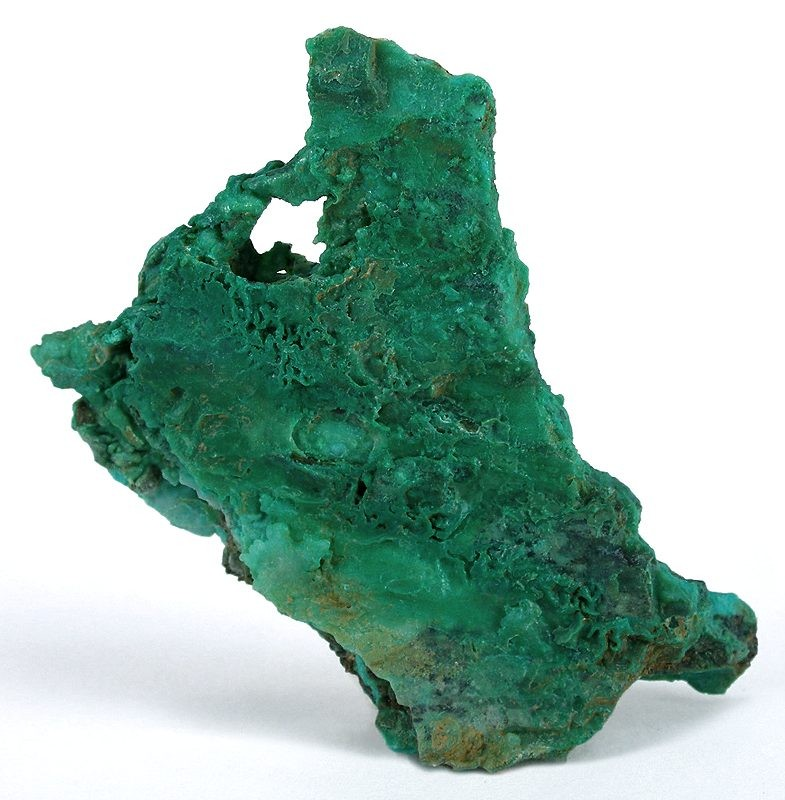